# ميتا جولدنج
ميتا جولدنج (بالإنجليزية: Meta Golding)‏ هي ممثلة أمريكية، ولدت في 2 نوفمبر 1971 في هايتي.

## أعمال

### مسلسلات
- جاغ
- التحقيق في موقع الجريمة
- ميامي
- كولد كيس
- هاوس

## وصلات خارجية
- ميتا جولدنج على موقع IMDb (الإنجليزية)
- ميتا جولدنج على موقع ألو سيني (الفرنسية)
- ميتا جولدنج على موقع أول موفي (الإنجليزية)
- ميتا جولدنج على موقع قاعدة بيانات الأفلام السويدية (السويدية)
- ميتا جولدنج على موقع قاعدة بيانات الفيلم (الإنجليزية)
- ميتا جولدنج على موقع كينوبويسك (الروسية)